# Comité por una Internacional de los Trabajadores
El Comité por una Internacional de los Trabajadores (en inglés: Committee for a Workers' International; CWI), denominado Comité por una Internacional Obrera (en inglés: Committee for a Workers' International; CIO) hasta 2009, es una internacional trotskista presente en más de cuarenta países.

## Historia
Después del Congreso de 1965 del Secretariado Unificado de la Cuarta Internacional (SU-CI), los miembros de la tendencia británica Militant, liderados por Ted Grant, se retiraron del SU-CI.
Después de eso, se emprendieron muchos esfuerzos para extender internacionalmente la influencia de las ideas de la tendencia Militant. Sin embargo, no fue hasta 1974 cuando se fundó una organización internacional de orientación trotskista con la tendencia Militant como núcleo central.
El 20 al 21 de abril de 1974, se llevó a cabo, en Londres, la conferencia de fundación del Comité por una Internacional de los Trabajadores (CIT), a la que asistieron 46 partidarios de lo que entonces se llamaba Militant (o la tendencia Militant) de 12 países, incluidos Reino Unido, Irlanda y Suecia.
En 1976, se celebró un acto de formación política (escuela internacional de cuadros) en la ciudad de Ulm, Alemania.
En los primeros años de la internacional, las secciones generalmente siguieron una política de entrismo en los partidos socialdemócratas o laboristas. En este contexto, el trabajo del CIT se mantiene confidencial porque organizarse abiertamente arriesgaba la expulsión de sus secciones de los partidos en los que estaban trabajando.

### Abandono de la táctica del entrismo y la escisión
Ver sección: Abandono de la táctica del entrismo y la escisión del artículo Militant.
En 1991, hubo un gran debate dentro de la corriente Militant sobre el abandono de la táctica del entrismo en el Partido Laborista. En este debate, la mayoría, encabezada por Peter Taaffe, era partidaria de abandonar la táctica del entrismo y salirse del Partido Laborista británico, mientras que la minoría, liderada por Ted Grant, abogaba por mantener la táctica del entrismo.
Como la minoría, liderada por Ted Grant, se negó a aceptar la posición mayoritaria, se produjo una escisión dentro de la corriente Militant, que también se reflejó en el CIT. Así, Ted Grant y sus partidarios fundaron otra organización internacional de inspiración trotskista, la Corriente Marxista Internacional (CMI).
En el año 2010, una ruptura en la CMI llevó a la salida de sus secciones española (Izquierda Revolucionaria), venezolana y mexicana, que, el 22 de julio de 2017, se reintegraron al Comité por una Internacional de los Trabajadores (CIT/CWI).

### Escisiones posteriores
En 2018 y 2019, se desarrolló una disputa en torno a las cuestiones del socialismo y las políticas de identidad, el papel de los sindicatos y el movimiento de la clase trabajadora, y bajo qué programa y cómo los marxistas deberían organizarse a nivel internacional y nacional. La disputa dividió a los principales órganos del CIT: el Secretariado Internacional (International Secretariat) y el Comité Ejecutivo Internacional (International Executive Committe).
El Secretariado Internacional, controlado por Peter Tafee, líder histórico del Partido Socialista de Inglaterra y Gales, acusaba a la otra facción de sobrevalorar las reivindicaciones de los movimientos identitarios en detrimento de las reivindicaciones históricas de los trabajadores.
Entre el 22 y el 25 de julio de 2019, los partidarios de Tafee celebraron una conferencia internacional, en Londres, para reconstituir el Comité por una Internacional de los Trabajadores (CIT), a la que asistieron delegados y visitantes de Inglaterra y Gales, Escocia, Irlanda, Alemania, Francia, Austria, Finlandia, India, Sri Lanka, Malasia, Chile, Sudáfrica y Estados Unidos. Sin embargo, los representantes de Sudáfrica y Nigeria no pudieron asistir, debido a problemas de visa.
Por otra parte, el grupo mayoritario en el Comité Ejecutivo Internacional del CIT, el 26 de julio de 2019, se declaró mayoría del CIT y, el 1 de febrero de 2020, se rebautizó como: International Socialist Alternative. Este segundo grupo prefirió llamar a los movimientos identitarios, como "Movimientos de masas contra formas específicas de opresión" y acusó a la facción de Tafee de haber dado un golpe burocrático en el CIT y por eso decían que era la auténtica continuidad del CIT.
Un tercer grupo, que se había separado de los partidarios de Tafee anteriormente, celebró, entre el 19 y el 21 de julio de 2019, en Madrid, el I Congreso de la Izquierda Revolucionaria Internacional. En este acto participaron 160 compañeros del Estado Español, Portugal, México, Venezuela y Alemania.

## Secciones del CIT/CWI[17]
| País               | Sección                                        | Sitio                                             |
| ------------------ | ---------------------------------------------- | ------------------------------------------------- |
| Alemania           | Sozialistischen Organization Solidarität (SOL) | Solidarität INFO - Facebook - Instagram - Youtube |
| Argelia            | El Yassar el Thawri                            | El Yassar el Thawri (Facebook)                    |
| Austria            | Sozialistische Offensive (SO)                  | Sozialistische Offensive - Facebook - Instagram   |
| Chile              | Socialismo Revolucionario                      | Socialismo Revolucionario                         |
| Escocia            | Socialist Party Scotland                       | Socialist Party Scotland - Facebook               |
| Estados Unidos     | Independent Socialist Group                    | Independent Socialist Group - Facebook            |
| Francia            | Gauche Révolutionnaire                         | Gauche Révolutionnaire - Facebook                 |
| India              | New Socialist Alternative                      | New Socialist Alternative - Facebook - Youtube    |
| Inglaterra y Gales | Socialist Party                                | Socialist Party - Facebook - Youtube              |
| Irlanda            | Militant Left                                  | Militant Left - Facebook                          |
| Japón              | 国際連帯 CWI Japan                             | CWI Japan (Facebook)                              |
| Malasia            | Sosialis Alternatif                            | Sosialis Alternatif - Facebook                    |
| Nigeria            | Democratic Socialist Movement                  | Democratic Socialist Movement                     |
| Sri Lanka          | United Socialist Party                         | Lanka Socialists - Facebook - Youtube             |
| Sudáfrica          | Marxist Workers Party                          | Marxist Workers Party - Facebook                  |